# Bán sinh duyên (phim truyền hình)
Bán sinh duyên (chữ Hán phồn thể: 半生緣, chữ Hán giản thể: 半生缘, bính âm: Bànshēng yuán) có tên tiếng Anh là Fated For Half a Lifetime hay Affair of Half a Lifetime, hoặc các tên tiếng Việt khác như Bán sanh duyên, Lỡ duyên, Nửa đời tình duyên. Bán sinh duyên là phim truyền hình lãng mạn năm 2003 được chuyển thể từ tiểu thuyết cùng tên của nữ văn sỹ Trung Quốc Trương Ái Linh (tiểu thuyết còn có tên Thập bát xuân). Bộ phim được quay tại Thượng Hải và Đài Loan với sự tham gia của các diễn viên Lâm Tâm Như, Đàm Diệu Văn, Lý Lập Quần, Hồ Khả,  Thường Thành (常鋮), Hình Dân Sơn (Huỳnh Mân Sơn) (邢岷山).
Ở Việt Nam, phim được HTV7 bắt đầu phát sóng lúc 22 giờ 15 từ 28/10/2005.

## Nội dung

### Tóm tắt
Phim lấy bối cảnh Thượng Hải vào những năm 1930. Cố Mạn Lộ và Cố Mạn Trinh là hai chị em sinh ra trong gia đình nghèo. Vì mưu sinh, Mạn Lộ phải làm vũ nữ trong hộp đêm và sau đó nổi tiếng nhờ nhan sắc tuyệt đẹp. Còn Mạn Trinh tình cờ được Thẩm Thế Quân trả tiền vé khi cô để quên ví ở nhà và sau đó hai người còn là đồng nghiệp. Từ đó, họ dần có tình cảm. Nhưng gia đình Thế Quân phản đối và chọn cho anh một cô gái khác.
Trong khi Mạn Trinh trong sáng, tốt bụng thì Mạn Lộ lại sắc sảo, đầy tham vọng. Mạn Lộ vì tham giàu sang nên phụ mối tình đầu để làm vợ của Chúc Hồng Tài. Nhưng thật không may, cô không thể sinh con, Hồng Tài lại là gã phong lưu và đang để mắt đến Mạn Trinh. Để giữ vững địa vị của mình, Mạn Lộ chấp nhận bán đứng em gái, để Hồng Tài cưỡng bức Mạn Trinh. Nhục nhã, Mạn Trinh từ chối lời cầu hôn của Thế Quân vì cho rằng mình không còn xứng với anh. Riêng Thế Quân lại nghĩ cô đã thay lòng nên chấp nhận sự sắp đặt của gia đình để kết hôn cùng người con gái khác. Suốt thời gian dài, anh phải sống hờ hững cạnh người vợ mà mình không hề yêu và mong được quay lại cùng Mạn Trinh.
Hơn 10 năm sau, số phận đã đưa Mạn Trinh và Thế Quân gặp nhau. Thế Quân đề nghị được nối lại duyên xưa.

### Chi tiết

#### Chương 1 (Tập 1 -> 5)
- Tập 1: Cố Mạn Lộ là trưởng nữ trong nhà họ Cố, cô làm vũ nữ để nuôi sống gia đình. Sau khi bị Mạn Lộ bỏ rơi, Zhang Lusheng đã đưa một băng cướp đến nhà họ Cố để gây rắc rối. Cố Mạn Trinh, em gái Mạn Lộ, vội vã về nhà nhưng quên đem theo ví tiền và có một thanh niên nho nhã đã giúp cô trả tiền vé. Thật bất ngờ, chàng thanh niên đó sau này lại là đồng nghiệp của cô. Từ miệng người bạn thân Hứa Thúc Huệ, Mạn Trinh biết được tên của chàng thanh niên là Thẩm Thế Quân.[3]
- Tập 2: Bộ ba Mạn Trinh, Thúc Huệ, Thế Quân đã trở thành những người bạn tốt. Một lần, cả ba người cùng ra ngoài chụp hình, Mạn Trinh đã cảm lạnh trong mưa khiến Thế Quân rất lo lắng và đến nhà thăm. Bà Cố đã khuyên Mạn Lộ đừng làm vũ nữ cả đời nhưng khiến Mạn Lộ hiểu lầm mẹ đang xem thường mình nên dẫn đến gây gổ. Trên vũ trường, Mạn Lộ nhìn thấy Chúc Hồng Tài ôm ấp các vũ công khác, cô cảm thấy rất mất mặt.[3]
- Tập 3: Chúc Hồng Tài dùng mọi cách để làm vui lòng Mạn Lộ, và ông đã giành lại được trái tim của mỹ nhân. Nhằm ngăn chặn một số vũ nữ xem như trò đùa, và dưới sức ép cùng sự ép buộc của mẹ, Mạn Lộ buộc Chúc Hồng Tài hứa sẽ kết hôn cùng cô. Nhưng Chúc Hồng Tài đã có vợ ở vùng quê. Bà Cố cảm thấy cuộc hôn nhân này sẽ không được hạnh phúc. Mẹ Thế Quân gửi thư gọi con trai trở về nhà. Thế Quân cũng muốn đưa Mạn Trinh cùng mình trở về nhưng anh đã bị từ chối một cách nhẹ nhàng mặc dù hiện giờ họ đang yêu nhau.[3]
- Tập 4: Chúc Hồng Tài và Mạn Lộ tích cực chuẩn bị cho hôn lễ, nhưng bà của Mạn Lộ được biết Chúc Hồng Tài đã kết hôn nên không đồng ý với cuộc hôn nhân này. Để thực hiện đến cùng, cô đã từ bỏ gia đình. Mạn Trinh không hy vọng chị mình thoả hiệp nên đã thuyết phục chị gái. Mạn Lộ thì nhận thức được với danh tính của mình, cô không thể tìm được người nào tốt hơn Chúc Hồng Tài, cô khuyên Mạn Trinh đừng lo lắng. Thế Quân trở về nhà, Thúc Huệ từ miệng mẹ nghe chuyện thời thơ ấu của Thế Quân và Thạch Thuý Chi.[3]
- Tập 5: Mạn Trinh quyết định quay trở lại với bà theo lịch trình nhưng gặp phải một người đàn ông lạ đang theo dõi mình. Cô ấy lo lắng và nhảy khỏi chuyến xe lửa Shengzhi đến Thượng Hải. Mạn Trinh đến Thượng Hải nhiều lần gọi điện thoại cho Thế Quân nhưng tất cả đều bị em gái của Thế Quân ngắt máy. Cô không muốn người phụ nữ khác làm hỏng tình cảm của Thế Quân và Thuý Chi. Không nơi nương tựa, Mạn Trinh chỉ còn cách tự mình ghé thăm. Trùng hợp thay, gia đình Thế Quân đến dự tiệc sinh nhật của Thuý Chi. Thạch Quân nhận được điện thoại của Mạn Trinh, ngay lập tức trở về nhà, gia đình Thuý Chi chết lặng.[3]

#### Chương 2 (Tập 6 -> 10)
- Tập 6: Mạn Trinh và Thế Quân tìm thấy bà nằm liệt giường ở vùng quê nhưng may mắn thay được bệnh viện Trương Dự Cẩn kịp thời cứu chữa. Mạn Trinh cho Thế Quân biết Dự Cẩn là người năm đó đã cùng Mạn Lộ đính hôn. Thế Quân đảm bảo với Mạn Trinh sẽ chăm sóc cho cuộc sống của cô mãi mãi, Mạn Trinh vô cùng cảm động. Dự Cẩn được Mạn Trinh cho biết Mạn Lộ không kết hôn nên rất ngạc nhiên. Mạn Lộ hay tin bà bệnh nên quyết định về quê chăm sóc bà.[3]
- Tập 7: Mạn Lộ cùng Chúc Hồng Tài về quê thăm bà nhưng bà lại cố ý kết hợp cho cả hai Mạn Lộ và Dự Cẩn. Liệu Chúc Hồng Tài có bị loại ra? Dự Cẩn cố lấy hết can đảm để cầu hôn Mạn Lộ. Thế Quân về nhà, anh bị mẹ ra lệnh phải đến xin lỗi Thuý Chi. Thế Quân hứa cùng Thuý Chi đi xem phim nhưng anh không chịu đựng được tính khí tiểu thơ của cô. Để xoa dịu tâm trạng không vui của Thuý Chi, Thúc Huệ đã cùng cô đi dạo bên hồ để thư giãn. Và anh bị lôi cuốn bởi vẻ đẹp của Thuý Chi.[3]
- Tập 8: Cha của Thế Quân đã thuyết phục anh ở lại để chăm sóc cho cửa hàng da thú nhưng Thế Quân bất mãn với cách xử lý của mẹ nên hai cha con chia tay nhau. Bà của Mạn Lộ không được phép quyết định nhận lời cầu hôn của Dự Cẩn với Mạn Lộ. Mạn Lộ hứa với Dự Cẩn sẽ mời mẹ của anh ấy. Nhưng thật đáng ngạc nhiên là cô gặp lại khác khiêu vũ trước đây. Họ cho biết Mạn Lộ thường tiếp xúc với vũ nữ khoả thân. Mạn Lộ xấu hổ và bất bình nên chạy ra cửa. Cô quyết định nhảy sông tự giận nhưng được bà ngăn cản. Mạn Trinh dệt cho Thế Quân chiếc áo khoác len.[3]
- Tập 9: Dự Cẩn quyết định kết hôn với Mạn Lộ nhưng Mạn Lộ lại cảm thấy nhục nhã trước mặt Dự Cẩn nên cô kiên quyết từ chối và cùng Hồng Tài trở lại Thượng Hải. Chúc Hồng Tài quan tâm đến mọi phương diện của Mạn Lộ để dụ dỗ tiền từ tay cô cho khoản nợ cổ phiếu của mình. Cô đã vô cùng tức giận. Mạn Trinh tìm việc làm gia sư. Có một tài xế lạ mặt đón cô đi, và người đứng đằng sau vụ bắt cóc Mạn Trinh này là ông Zhang Lusheng.[3]
- Tập 10: Mạn Lộ nhận được thông báo đến văn phòng của Zhang Lusheng. Ông ta để Mạn Lộ phải trả năm mươi ngàn nhân dân tệ, tức đồng đại dương thời bấy giờ. Nhưng thật may vì Chúc Hồng Tài đã đến để giải cứu. Vì biết ơn, Mạn Lộ lấy tất cả tiền tiết kiệm của mình để trả hết nợ cho Hồng Tài và quyết định tái hoạt động kinh doanh vũ trường. Hồng Tài đối mặt với cựu cảnh sát Zhang Lusheng.[3]

#### Chương 3 (Tập 11 -> 15)
- Tập 11: Cha của Thế Quân đến Thượng Hải. Thế Quân muốn Mạn Trinh gặp cha mình nhưng nhìn thấy Mạn Trinh được một người đàn ông đưa về nhà bằng xe riêng nên anh ghen. Người đàn ông đó là Yang Zhen Yuan, cha của hai đứa trẻ mà Mạn Trinh dạy kèm. Thuý Chi bất ngờ đến Thượng Hải khiến Thế Quân choáng ngợp. Mạn Lộ quay lại làm việc ở hộp đêm khiến gia đình cảm thấy khó tin. Mạn Lộ sợ vấn đề sẽ phức tạp khi nói với Mạn Trinh và khuyên Mạn Trinh kết hôn với một người đàn ông giàu có.[3]

## Diễn viên và nhân vật
- Cố Mạn Lộ (Gu Manlu) (顧曼璐) (Tưởng Cần Cần (Thủy Linh) thủ vai): vũ nữ, xinh đẹp, sắc sảo, đầy tham vọng, không từ thủ đoạn, bán đứng cả em gái mình
- Cố Mạn Trinh (Gu Manzhen) (顧曼楨) (Lâm Tâm Như thủ vai): em gái Cố Mạn Lộ, xinh đẹp, trong sáng, thông minh, mạnh mẽ, trí thức
- Thẩm Thế Quân (Shen Shijun) (沈世鈞) (Đàm Diệu Văn thủ vai): mối tình đầu của Cố Mạn Trinh
- Chúc Hồng Tài (Zhu Hongcai) (祝鴻才) (Lý Lập Quần thủ vai): đại gia, chồng của Cố Mạn Lộ, là một gã phong lưu
- Thạch Thuý Chi (Shi Cuizhi) (石翠芝) (Hồ Khả thủ vai)
- Hứa Thúc Huệ (Xu Shuhui) (許叔惠) ( Thường Thành (常鋮) thủ vai)
- Trương Dự Cẩn (Zhang Yujin) (張豫瑾) (长豫瑾) (Hình Dân Sơn (Huỳnh Mân Sơn) (邢岷山) thủ vai): mối tình đầu của Cố Mạn Lộ, bác sĩ

## Nhạc phim
- Tên album: 半生缘新歌+精选 (Ban Sheng Yuan New + Best Selection)

Nhạc phim chính thức được phát hành vào tháng 4 năm 2004 tại Trung Quốc. Nhạc nền này chứ 18 bài, được sản xuất bởi BMG Ltd (Đài Loan). Tất cả bài hát được hát bởi nữ diễn viên chính Lâm Tâm Như. Bài 1-5 được sáng tác cho phim này, các bài khác được trích từ album Best Selection của Lâm Tâm Như.
| # | Tên bài hát                                                   | Thời gian | Thông tin thêm                                |
| - | ------------------------------------------------------------- | --------- | --------------------------------------------- |
| 1 | 半生缘 (Ban sheng yuan) Eighteen springs Bán sinh duyên       | 3:44      | Hát bởi Lâm Tâm Như (林心如) Bài hát đầu phim |
| 2 | 擦肩而过 (Ca shen er guo) Passed each other by                | 3:51      | Đây là bài hát chủ đề kết thúc phim           |
| 3 | 過去 (Guo qu) The past                                        | 4:10      |                                               |
| 4 | 想這你 (Xiang zhe ni) Thinking of you                         | 3:29      |                                               |
| 5 | 愛再靠近一點 (Ai zai kao jin yi dian) Let love move us closer | 5:00      | Song ca bởi Lâm Tâm Như & Kenneth Tong        |

## Giải thưởng
| Năm  | Sự kiện                    | Thể loại                                  | Người nhận  | Kết quả   |
| ---- | -------------------------- | ----------------------------------------- | ----------- | --------- |
| 2004 | China East Wind Music Awar | Best Theme Song for a Movie or Television | Lâm Tâm Như | Đoạt giải |

## Thông tin thêm
| “ | Người được chú ý và nhận nhiều lời khen ngợi nhất về diễn xuất là Tưởng Cần Cần trong vai Cố Mạn Lộ. | ” |

| “ | Đây được xem là vai diễn hay nhất từ trước đến nay của Tưởng Cần Cần, dù trước đó cô từng thành công với rất nhiều vai chính diện và phản diện khác. | ” |